# Amylograph

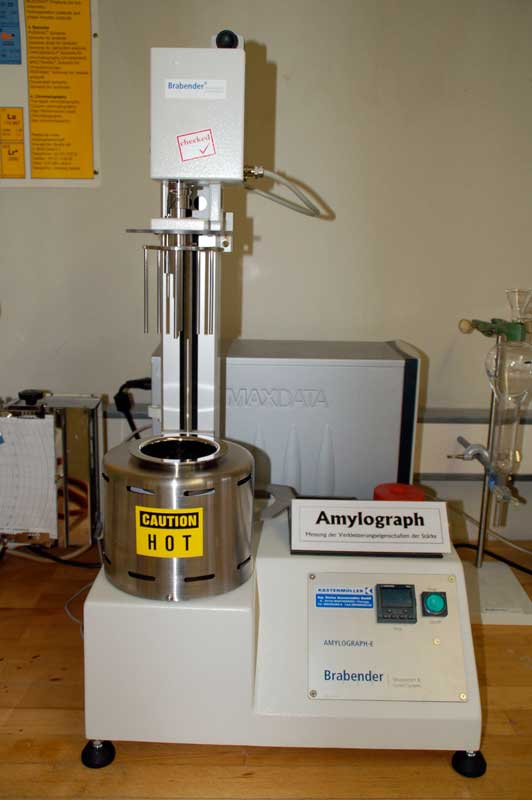
Amylograph in einem Mühlenlabor

Ein Amylograph ist ein Laborgerät der Firma Anton Paar (ehem. Brabender), mit dem die Verkleisterungseigenschaften von stärkehaltigen Mehlen festgestellt werden können. Amylographen werden im Mühlenlabor, in Großbäckereien und von Backmittelherstellern verwendet. Mehle haben aufgrund ihres hohen Stärke-Anteils die Eigenschaft, bei Anwesenheit von Wasser und Hitze zu verkleistern. Dies ist beim Backprozess wichtig für die Ausbildung einer Krume. Ein Amylograph dient daher zur teigrheologischen Untersuchung.

## Prinzip der Methode
Eine Mehl-Wasser-Suspension wird im Amylograph-Topf kontinuierlich (1,5 °C pro Minute) erwärmt und gerührt. Mit steigender Temperatur (ab ca. 60 °C bei Roggen und ca. 70 °C bei Weizenmehlen) verkleistert die Stärke, und die Viskosität nimmt zu. Die steigende Temperatur soll den Temperaturverlauf in einem Backofen simulieren. Das ansteigende Drehmoment zwischen den Stäben des Topfes und des Rührers wird in einer Kurve (Amylogramm) aufgezeichnet – bei früheren Geräten auf Registrierpapier, heute in einem Computerprogramm, welches auch gleich die Auswertung vornimmt.
Die Untersuchung wird nach ICC-Standard Nr. 126/1 durchgeführt.

## Anwendung
Mit Hilfe des Amylogramms können:
- die Temperatur bei Verkleisterungsbeginn
- die Temperatur im Verkleisterungsmaximum
- die Höhe des Verkleisterungsmaximums

abgelesen werden.
Da die Verkleisterung nicht nur von der Menge der Stärke, sondern auch von der Aktivität der α-Amylasen abhängt, ist die Temperatur bei der Verkleisterung ein entscheidender Faktor. Liegt die Temperatur im Verkleisterungsmaximum zu niedrig, bedeutet das, dass die Amylasen während des Backprozesses noch genügend Zeit haben, Stärke abzubauen und eine ausreichende Verkleisterung zu verhindern, wie es zum Beispiel bei Auswuchs der Fall ist. Damit macht ein Amylogramm indirekt auch Aussagen über die Amylase-Aktivität. Somit ist es auch möglich, Art und Dosierung von Enzym- oder Malzmehlzusätzen zu bestimmen.

Durch ein Säureamylogramm (Zugabe von 1,1 ml 90%iger Milchsäure bei Versuchsbeginn) kann bei einem Mehl mit niedrigem Verkleisterungsmaximum (=hohe Amylase-Aktivität) getestet werden, ob ein Roggenmehl bei Sauerteigführung noch normal backfähig wäre.